# دورين كانون
دورين كانون (بالإنجليزية: Doreen Cannon)‏ هي ممثلة أمريكية، ولدت في 21 أكتوبر 1930، وتوفيت في 18 سبتمبر 1995.

## وصلات خارجية
- دورين كانون على موقع IMDb (الإنجليزية)